# Shirō Kawase
Shirō Kawase (河瀬 四郎?, Kawase Shirō; Prefettura di Tottori, 7 luglio 1889 – 20 luglio 1946) è stato un ammiraglio giapponese, attivo durante la seconda guerra mondiale.
Entrato nella Marina imperiale nel 1910, partecipò molto marginalmente alla prima guerra mondiale e subito dopo si specializzò nell'impiego del siluro, divenendo ufficiale silurista a bordo di un cacciatorpediniere verso la fine degli anni dieci; intraprese inoltre gli impegnativi studi al Collegio navale di Tokyo nel 1917 e poi nel biennio agosto 1920-dicembre 1922, acquisendo una eccellente preparazione come ufficiale di stato maggiore. Nel corso degli anni venti alternò il servizio a terra, espletato nei distretti navali di Yokosuka anche come istruttore, a quello in mare, durante il quale comandò in successione due cacciatorpediniere di scorta; fece inoltre esperienza nello stato maggiore della Flotta Combinata e nella branca delle costruzioni navali, tanto che alla fine del decennio fu inviato nel Regno Unito per integrare le proprie conoscenze. Tornato in Giappone nel 1930, ricoprì il posto di vice-comandante sull'incrociatore da battaglia Kirishima e quindi (nominato capitano di vascello) comandò la 3ª e 6ª Divisione cacciatorpediniere. Nel novembre 1938, dopo aver lavorato per ben quattro anni nel Comando costruzioni navali ed essere divenuto contrammiraglio, tornò a compiti di prima linea come comandante in capo di due squadriglie di cacciatorpediniere, quindi fu a capo di divisioni di navi portaidrovolanti nel 1940-1941. Promosso viceammiraglio in ottobre, poco dopo l'inizio delle ostilità contro gli Alleati fu inviato sul Seconda guerra sino-giapponese per dirigere la 3ª Flotta di spedizione cinese. Nella primavera 1942 fu ridestinato al comando del Distretto di guardia di Ominato, nel Giappone settentrionale, responsabile della sicurezza delle acque costiere.
Il 1º aprile 1943 fu scelto per rimpiazzare alla testa della 5ª Flotta il poco aggressivo Boshirō Hosogaya e tenere a ogni costo le isole di Attu e Kiska, nelle Aleutine occidentali. Le forze modeste a sua disposizione, la preponderanza soprattutto aerea degli Stati Uniti e le difficili condizioni atmosferiche gli impedirono di correre in aiuto della guarnigione di Attu, annientata dopo una feroce battaglia. Pertanto dedicò ogni sforzo per evacuare le truppe su Kiska, dapprima mediante sommergibili e poi intraprendendo una rischiosa sortita al completo tra il 21 e il 31 luglio 1943, perfettamente riuscita. Nei mesi seguenti collaborò alla preparazione della difesa delle isole Curili, nel caso di un assalto anfibio statunitense. Nel febbraio 1944 tornò in Giappone e, dopo alcuni mesi di riposo, fu inviato a giugno nelle ex Indie orientali olandesi per comandare la 2ª Flotta di spedizione del sud. Nuovamente rimpatriato nel gennaio 1945, a marzo entrò nella riserva ufficiali. Si spense nel luglio 1946.

## Biografia

### Arruolamento e primi anni in marina
Shirō Kawase nacque il 7 luglio 1889 nella prefettura di Tottori. In giovane età s'iscrisse all'Accademia navale di Etajima, studiò nella 38ª classe e per i suoi meriti fu nominato Cavaliere di III Classe dell'Ordine del Nibbio d'oro. Si diplomò il 18 luglio 1910, ventiduesimo su 149 allievi, ottenne il brevetto di aspirante guardiamarina e fu imbarcato sull'incrociatore protetto Kasagi: su questa unità effettuò la crociera d'addestramento all'estero. Al ritorno in Giappone fu trasferito a bordo dell'incrociatore corazzato Izumo il 23 marzo 1911 ma, soltanto una decina di giorni dopo, fu riassegnato al pari tipo Iwate; il 1º dicembre, su questo incrociatore, ebbe la nomina a guardiamarina. L'anno seguente, il 20 dicembre 1912, si presentò alla Scuola di artiglieria navale per completare il Corso base e, terminatolo, intraprese il Corso base alla Scuola siluristi a partire dal 24 maggio 1913. Il 1º dicembre, conclusa la sua preparazione basilare, fu nominato sottotenente di vascello e integrato all'equipaggio del cacciatorpediniere di terza classe (una torpediniera) Kikuzuki, quindi il 27 maggio 1914 passò a bordo dell'incrociatore protetto Chikuma. Ebbe così modo di partecipare, durante settembre, alla caccia all'incrociatore leggero Emden che conduceva operazioni "corsare" nell'Oceano Indiano e, poi, all'inseguimento dell'Ostasiengeschwader del viceammiraglio Maximilian von Spee: non vide però alcun combattimento. Il 30 giugno 1915, dopo il ritorno del Chikuma nei porti nipponici, Kawase fu trasferito sulla grande nave da battaglia Fuso che rimase nelle acque nazionali. Il 1º dicembre 1916 lasciò la corazzata per prestare servizio sul cacciatorpediniere di terza classe Hatsuharu; quello stesso giorno ebbe la promozione a tenente di vascello. Il 2 luglio 1917 tornò a terra per essere integrato nel personale del 2º Distretto navale con quartier generale a Kure; più tardi, il 1º dicembre, fu ammesso al Collegio navale di Tokyo, alta istituzione che si occupava di formare competenti ufficiali capaci anche di gestire uno stato maggiore. Posto nella 20ª classe, completò in cinque mesi il Corso B e subito dopo, il 4 maggio 1918, iniziò a studiare nel Corso avanzato alla Scuola siluristi: lo concluse sullo scorcio dell'anno e fu immediatamente assegnato al cacciatorpediniere di prima classe (di squadra) Amatsukaze per applicare le teorie della guerra con naviglio silurante. Dotato e preparato, il 1º aprile 1919 fu fatto ufficiale capo ai tubi lanciasiluri, posizione che ricoprì per oltre un anno.

### Gli anni venti e trenta

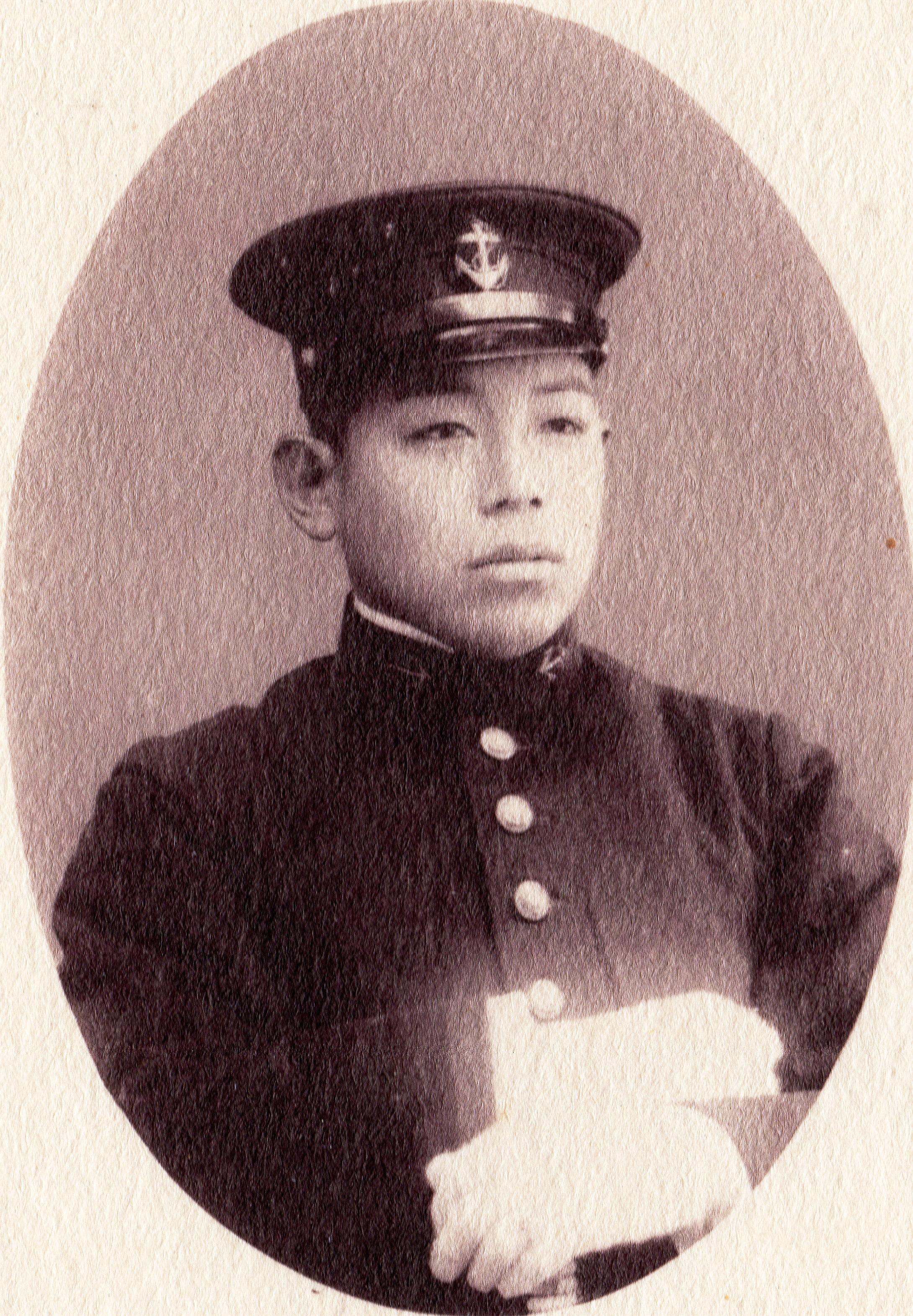
Kawase nel 1910, probabilmente nel ritratto ufficiale dopo essersi diplomato

Il 26 giugno 1920 Kawase fu trasferito allo stato maggiore della 3ª Flotta in qualità di assistente per quattro mesi, ritornando a bordo dell'Amatsukaze il 1º ottobre sempre come ufficiale capo silurista. Appena due mesi più tardi, comunque, intraprese l'impegnativo Corso A del Collegio navale e per i successivi due anni studiò riprese il proprio posto nella 20ª classe: al momento del ricevimento del diploma (1º dicembre 1922) fu nominato anche capitano di corvetta e subito inviato al 1º Distretto navale di Yokosuka nei ranghi della locale Unità di difesa, che comprendeva anche naviglio leggero. Il 15 ottobre 1923, infatti, divenne ufficiale capo del reparto siluranti dipendente dall'arsenale per oltre un anno. Tornò a espletare servizio in mare solo il 1º dicembre 1924, quando fu posto al comando del cacciatorpediniere di seconda classe (più o meno equivalente a quello di scorta) Hagi, poi il 20 maggio 1925 passò alla testa del cacciatorpediniere di seconda classe Kuwa. Il 1º dicembre dello stesso anno Kawase fu ridestinato al posto di assistente presso la 1ª Flotta e, al contempo, fu integrato nello stato maggiore della Flotta Combinata gerarchicamente superiore. Dopo un anno di preziosa esperienza tornò alla Scuola siluristi in qualità di istruttore e vi rimase circa otto mesi; il 20 agosto 1927, infatti, fu riassegnato allo stato maggiore del Comando costruzioni navali e, nel corso di tale incarico, ebbe la promozione a capitano di fregata (1º dicembre). A partire dal 10 dicembre 1928 ricoprì per la seconda volta il ruolo di istruttore alla Scuola siluristi, affiancato da un posto nello stato maggiore dell'Ufficio ricerche mine navali, che operava sotto il controllo dell'arsenale di Yokosuka. All'inizio del 1929 fu comunque informato che sarebbe partito per un viaggio di formazione nel Regno Unito, teso a raccogliere informazioni sulle tecniche di costruzione più moderne: partì il 10 marzo, subito dopo aver ricevuto la nomina a Supervisore degli armamenti.
Kawase ricevette l'ordine di rientro il 1º agosto 1930 e una volta in patria gli fu accordato un periodo di riposo. Il 15 gennaio 1931 tornò in pieno servizio divenendo vice-comandante sull'incrociatore da battaglia Kirishima, poi il 2 novembre fu creato comandante della 3ª Divisione cacciatorpediniere: concordemente, il 1º dicembre, fu portato al grado di capitano di vascello. Dopo aver comandato anche la 6ª Divisione cacciatorpediniere per due anni (dal 15 novembre 1932), a partire dalla metà del novembre 1934 Kawase lavorò nello stato maggiore del Comando costruzioni navali; ebbe la promozione a contrammiraglio il 1º dicembre 1937 e la contemporanea nomina a capo dell'Ufficio 2 in seno al Comando. Soltanto il 15 novembre 1938 tornò in mare quale comandante della 5ª Squadriglia cacciatorpediniere e poi (25 novembre 1939) della 1ª Squadriglia cacciatorpediniere. Tali esperienze lo resero un esperto ufficiale circa l'impiego dei cacciatorpediniere e ne arricchirono le competenze in materia di difesa di convogli e traffico navale.

### La seconda guerra mondiale

#### I comandi in Cina e a Ominato
Il 15 ottobre 1940 Kawase fu riassegnato alla 1ª Flotta, riunente il naviglio da battaglia della Marina imperiale, in qualità di assistente di stato maggiore; tuttavia, un mese esatto più tardi, nuovi ordini lo destinarono al comando della 7ª Divisione portaidrovolanti. In organico era presente la portaidrovolanti Mizuho con la quale Kawase conobbe un servizio limitato nel teatro di guerra cinese. Il 10 aprile 1941 passò al comando dell'11ª Divisione portaidrovolanti, che riuniva la Chitose e nuovamente la Mizuho: le unità rimasero nelle acque del Mare interno di Seto e poi condussero esercitazioni al largo di Kyūshū, ma non operarono in prima linea se non all'inizio dell'inverno. Kawase lasciò comunque il comando della divisione il 1º settembre per servire quale nuovo direttore della Scuola siluristi e, il 15 ottobre dello stesso anno, ebbe i gradi di viceammiraglio. Il 26 dicembre 1941, poco meno di tre settimane dopo l'attacco di Pearl Harbor e l'inizio delle ostilità sull'immenso fronte del Pacifico, fu trasferito alla testa della 3ª Flotta di spedizione cinese. Si trattava di una squadra assai modesta, organizzata più per assolvere a compiti di presidio che non per combattere: sostanzialmente era formata dall'11ª Divisione torpediniere e dalla Forza speciale per la protezione delle basi "Tsingtao", reparto di fanteria di marina stanziato nell'omonima cittadina portuale cinese; Kawase alzò le insegne sul vecchio incrociatore corazzato Iwate, che fungeva da ammiraglia, ed ebbe sotto il suo controllo anche le navi da carico Shori Maru e Nihonkai Maru. La 3ª Flotta di spedizione cinese fu sciolta il 10 aprile 1942 e Kawase rientrò a Tokyo, rimanendo a disposizione dello stato maggiore generale: ebbe accordato un periodo di riposo e il 15 settembre rimpiazzò il viceammiraglio Masakichi Okuma al comando del Distretto di guardia di Ominato, responsabile del controllo costiero di Hokkaidō, isole Curili e Karafuto nonché della difesa dei numerosi convogli che solcavano quelle acque; le forze assegnate erano sostanzialmente formate da naviglio militare leggero e spesso obsoleto. Qui era di stanza anche la 5ª Flotta del viceammiraglio Boshirō Hosogaya che assicurava i collegamenti con le guarnigioni di Attu e Kiska e che da allora (giugno 1942) era impegnata in una difficile campagna nelle isole Aleutine. Hosogaya fu però destituito il 1º aprile 1943, dopo il criticato ripiegamento dalla battaglia delle isole Komandorski, e il giorno stesso Kawase gli successe al comando della 5ª Flotta.

#### A capo della 5ª Flotta

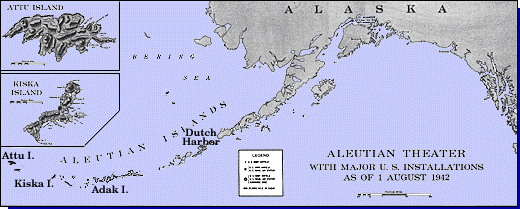
Carta del difficile settore delle Aleutine: a sinistra gli ingrandimenti di Attu e Kiska

Sin da subito il viceammiraglio dovette occuparsi della precaria situazione delle truppe nelle Aleutine. Il 10 aveva inviato due cacciatorpediniere carichi di provviste e munizioni, ma le unità si erano ritirate dopo l'attacco di un idrovolante Consolidated PBY Catalina. Poi, il 25 e 26 aprile, rapporti di una vedetta appostata a Shimushu sembrarono confermare i timori di un'invasione statunitense delle Curili; Kawase inviò subito bombardieri Mitsubishi G4M e navi, solo per scoprire che l'unità segnalata con clamore era un posamine sovietico e perdendo l'occasione di cogliere parte della Task force 16 impegnata a bombardare Attu. Al contempo, messo in allerta da intercettazioni radio e ricognizioni circa un'imminente controffensiva statunitense, richiese rinforzi e dalle acque metropolitane gli giunsero una divisione di cacciatorpediniere e scaglioni della 24ª Flottiglia aerea, che cominciò a trasferirsi a Paramushiro, base principale delle forze giapponesi nell'area. Tuttavia il potenziale della flotta era ancora modesto e quindi Kawase fece sapere ai comandanti delle guarnigioni (colonnello Yasuyo Yamazaki e contrammiraglio Katsuzō Akiyama) che potevano aspettarsi supporto navale solo per la fine di maggio: inoltre sospese l'invio di navi trasporto per attendere i banchi di nebbia estivi, facendo affidamento solo sui sommergibili. Kawase poté fare poco nel corso della battaglia di Attu, iniziata l'11 maggio con lo sbarco statunitense; distaccò solo un gruppo di dodici G4M il 22 maggio, i quali attaccarono senza successo. Un'altra incursione, il 29 maggio, fu annullata per le condizioni atmosferiche pessime. L'invio di sommergibili per arrecare gravi danni alla flotta d'invasione non ebbe alcun effetto e stesso risultato fu ottenuto quando, il 25 maggio, l'incrociatore leggero Abukuma con cinque cacciatorpediniere fece rotta verso nord-est per tentare una qualche azione: quattro giorni dopo Kawase richiamò a Paramushiro le navi, poiché la battaglia era ormai finita e il rischio di intercettazione aerea era elevato. Intanto, il 20 maggio, il Gran Quartier Generale imperiale aveva rivisto alcuni punti della strategia impostata a inizio 1943 e ordinato l'evacuazione di Kiska da completarsi per l'inizio di giugno, allo scopo di salvare le forze là dislocate e irrobustire le difese delle Curili. Kawase decise di sgomberare la guarnigione mediante l'intensivo impiego di grandi sommergibili oceanici, anche perché continuava a difettare delle unità principali della flotta: egli aveva a sua disposizione la 1ª Divisione sommergibili (I-21, I-24), la 7ª Divisione (I-2, I-7), la 12ª Divisione (I-169, I-175) e la 19ª Divisione sommergibili (I-156, I-157), più i battelli I-9, I-34 e I-155. Il primo viaggio di andata e ritorno fu compiuto con successo dall'I-7 il 27 maggio, ma ben presto la United States Navy organizzò uno schermo di cacciatorpediniere e cacciasommergibili per impedire i movimenti nipponici: entro la metà di giugno furono affondati l'I-7, I-9 e I-24 con la perdita di circa 300 tra gli effettivi del personale evacuato, ammontante a 820 uomini, mentre a Kiska rimanevano ancora oltre 5 100 uomini. Infine lo scarico di munizioni, armi leggere e rifornimenti era stato del tutto trascurabile.

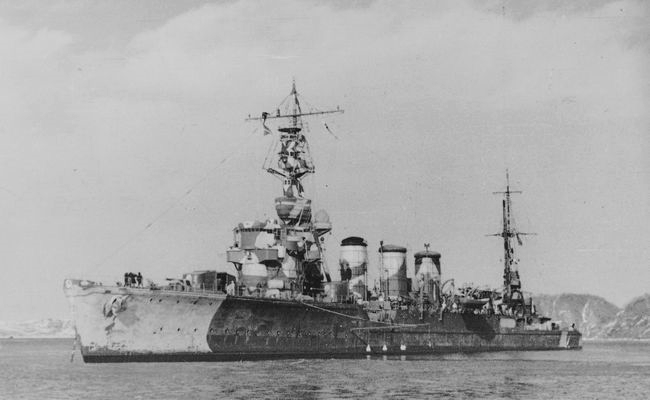
Il Tama fu ammiraglia di Kawase nel corso della riuscita evacuazione di Kiska

Il 23 giugno tutti i sommergibili superstiti furono richiamati alle basi più a sud e Kawase decise di condurre un'azione audace: avrebbe preso il mare con l'intera 5ª Flotta e, approfittando dei frequenti banchi di nebbia tipici della Aleutine, avrebbe evacuato in una volta l'intera guarnigione di Kiska. Già il 7 luglio Kawase salpò da Paramushiro con l'intento di completare la missione l'11, ma le condizioni meteorologiche sorprendentemente buone forzarono a posticipare l'operazione. Kawase ne approfittò per fare pressioni sugli alti comandi a Tokyo e ricevere più cacciatorpediniere, ottenendone sei (Kazagumo, Yugumo, Akigumo, Naganami, Shimakaze e Samidare): dovette però rinunciare alla 6ª Divisione (Ikazuchi, Inazuma) ed escluse i due lenti incrociatori ausiliari/trasporti Asaka Maru e Awata Maru su consiglio del capo di stato maggiore della 1ª Squadriglia cacciatorpediniere. Paramushiro, però, iniziò a essere attaccata da unità statunitensi: il 15 luglio il sommergibile USS Narwhal emerse e cannoneggiò la pista d'atterraggio di Matsuwa e, tre giorni dopo, sei bombardieri Consolidated B-24 Liberator eseguirono la prima incursione sull'isola. Kawase si trovava nel suo ufficio e, incredulo, assisté alle esplosioni e alla fiacca reazione della difesa. L'aeroporto principale fu crivellato di crateri, in rada una nave di piccolo tonnellaggio saltò in aria e altre due furono danneggiate. Il duro attacco rese evidente al viceammiraglio che si doveva agire in fretta e pertanto salpò all'alba del 21 luglio: Kawase alzava le sue insegne sull'incrociatore leggero Tama allo scopo di supervisionare l'evacuazione, affidata alla 1ª Squadriglia del contrammiraglio Masatomi Kimura con gli incrociatori leggeri Abukuma, Kiso e sei cacciatorpediniere; il gruppo di difesa a distanza era formato da sei altri cacciatorpediniere ed era presente anche una petroliera, accompagnata dalla nave scorta Kunashiri. Kawase navigò verso sud-est sino ad arrivare, il 25, in un punto 500 miglia a sud-sud-ovest di Kiska. Dopo le operazioni di rifornimento ai cacciatorpediniere e nonostante una triplice collisione tra il Wakaba, lo Hatsushimo e il Naganami e l'abbordaggio tra lo Abukuma e la Kunashiri (risultati della densa nebbia), Kawase intraprese la parte finale dell'operazione e non incontrò alcuna nave statunitense, in quanto la Task force 16 si era ritirata per fare rifornimento; nel corso del 28 luglio la 1ª Squadriglia arrivò nel porto di Kiska ammantato dalla nebbia, in meno di un'ora imbarcò tutti i 5 183 uomini – 470 per cacciatorpediniere e 1 200 per ciascun incrociatore – e quindi si riunì al resto della 5ª Flotta. Kawase divise in due gruppi le proprie unità, uno guidato dallo Abukuma e l'altro dal Kiso, che rispettivamente tornarono a Paramushiro il 31 luglio e il 1º agosto. Kawase non s'imbatté in alcun contrasto statunitense neppure sulla rotta del ritorno, concludendo dunque l'evacuazione con pieno successo.
La fine della campagna delle Aleutine fece passare in secondo piano il remoto teatro di guerra nel Pacifico settentrionale per entrambi i contendenti. Il 5 agosto il Gran Quartier generale imperiale unì la 5ª Flotta e l'appena costituita 12ª Flotta aerea sotto la direzione generale della nuova Flotta dell'Area nord-orientale, affidata al viceammiraglio Michitarō Totsuka per difendere le Curili; Kawase mantenne il comando della componente marittima che allora contava l'incrociatore pesante Nachi, quelli leggeri Abukuma e Kiso, due divisioni cacciatorpediniere, sette trasporti e varie unità minori. Egli organizzò uno schermo di pattugliatori e altro naviglio ausiliare molto a est dell'arcipelago, allo scopo di intercettare per tempo qualsiasi flotta statunitense, e incaricò diversi sommergibili di condurre ricognizioni aggressive ad Attu, Kiska e Dutch Harbor. Progettò infine azioni anfibie, aeree e navali da condursi nelle Aleutine occidentali quando possibile, per tenere in rispetto le forze statunitensi, ma in realtà fu eseguito solo un impreciso attacco su Attu a metà ottobre. Kawase rimase sempre in stato di inferiorità rispetto alla Task force 16 che, per quanto privata di molti mezzi, condusse impunita a partire dal 1944 bombardamenti costieri, e anzi già prima della fine del 1943 aveva dovuto cedere tutti gli incrociatori, destinati a operare nel Pacifico centrale e occidentale; al contempo dovette occuparsi della protezione ai convogli che recavano reparti dell'Esercito imperiale alle Curili: a dispetto degli sforzi, le perdite inflitte dai sommergibili statunitensi furono pesanti.

#### Gli ultimi incarichi
Il 15 febbraio 1944 Kawase fu richiamato allo stato maggiore generale della Marina a Tokyo e rimase a disposizione; per un certo periodo di tempo non ebbe alcuna mansione particolare e gli fu accordato un po' di riposo. Il 5 giugno 1944 divenne assistente allo stato maggiore della Flotta dell'Area sud-occidentale, responsabile per la Malaysia, le ex Indie orientali olandesi, l'Indocina e le Filippine. Egli si recò subito al quartier generale di Manila dove due settimane più tardi fu investito del comando di una delle squadre dipendenti, la 2ª Flotta di spedizione del sud. Con tale formazione Kawase cooperò con i comandi dell'esercito nelle Indie olandesi per garantirne la difesa e si occupò di proteggere le linee di comunicazioni tra le numerose isole, nonché di trasportare alle guarnigioni tutto il necessario. Il 29 gennaio 1945, in seguito alla disarticolazione della Flotta dell'Area sud-occidentale (sue componenti erano rimaste tagliate fuori o distrutte nelle Filippine), lasciò il comando e riuscì a tornare in Giappone, dove lo stato maggiore generale lo mise in attesa di incarico a partire dal 15 marzo.

### Dimissioni e morte
Kawase, comunque, non ricoprì più alcun posto di alta responsabilità, giacché il 20 marzo 1945 passò nella riserva ufficiali. Non indagato per crimini di guerra dopo la resa formale dell'Impero giapponese, si ritirò a vita privata e morì poco dopo, il 20 luglio 1946, all'età di 57 anni.